# Coyolo
Coyolo är en ort i Mexiko.   Den ligger i kommunen Matlapa och delstaten San Luis Potosí, i den sydöstra delen av landet, 220 km norr om huvudstaden Mexico City. Coyolo ligger 100 meter över havet och antalet invånare är 227.
Terrängen runt Coyolo är varierad. Runt Coyolo är det ganska tätbefolkat, med 67 invånare per kvadratkilometer. Närmaste större samhälle är Tamazunchale, 9,4 km söder om Coyolo. I omgivningarna runt Coyolo växer huvudsakligen savannskog.